# Ващенко Юрій Володимирович
Юрій Володимирович Ващенко — старший лейтенант, Міністерство внутрішніх справ України.

## Життєпис
2008 року став дільничним інспектором, 2012 — слідчий, 2013-го — старший слідчий Талалаївського райвідділку. Загинув 27 квітня 2014 року в Талалаївці при затриманні озброєного правопорушника — постріли з мисливської рушниці пробили бронежилет, старший лейтенант перед смертю використав табельну зброю на ураження та застрелив нападника.
Вдома залишилися дружина та двоє малолітніх дітей.

## Нагороди та вшанування
20 червня 2014 року — за особисту мужність і героїзм, виявлені у захисті державного суверенітету та територіальної цілісності України, вірність військовій присязі під час російсько-української війни, відзначений — нагороджений орденом «За мужність» III ступеня (посмертно).
В серпні 2014 року у Талалаївці врочисто відкрито пропам'ятну дошку та пойменовано його іменем колишню вулицю Карла Маркса.